# 津田村 (岡山県浅口郡)
津田村（つだむら）は、岡山県浅口郡にあった村。現在の浅口市の一部にあたる。

## 地理
遙照山の西麓に位置していた。

## 歴史
- 1889年（明治22年）6月1日、町村制の施行により、浅口郡地頭上村、益坂村、本庄村が合併して村制施行し、津田村が発足[1][2]。旧村名を継承した地頭上、益坂、本庄の3大字を編成[2]。
- 1905年（明治38年）4月1日、浅口郡鴨方村、小坂村と合併し鴨方村が存続して廃止された[1][2]。合併後、鴨方村大字地頭上・益坂・本庄となる[2]。

## 産業
- 農業[2]

## 教育
- 1889年（明治22年）克己小学校（大字地頭上）、本庄小学校（大字本庄）合併し、津田尋常小学校（大字本庄）を設立[2]。